# Ull
Ull – Ullr en vieux norrois – (qui signifie « graduer dans le sens de la gloire ») est, dans la mythologie nordique, un dieu ase, fils de Sif, et adopté par Thor.
Il est le dieu de la chasse et de l'hiver. Son bouclier particulier servait aux guerriers à se protéger. Il pouvait également voguer sur l’eau grâce à son bouclier.
Ull épousa Skadi, géante du froid et de la montagne. Skadi est l’ancienne femme de Njörd.
Le guerrier chasseur Ull vit à Ẏdalir (vallée des ifs). Le bois de l’if est en effet un bois d’arc.

## Correspondances
Selon Bernard Sergent, Ullr, Týr et Mithothyn pourraient être le même personnage.
Dans le Gesta Danorum de Saxo Grammaticus, Ull (Ollerus) est élu pour remplacer Odin (Othinus), chassé par les Ases. Il occupe alors la place du dieu souverain pendant dix ans, mais lorsque Odin revient, il s'enfuit vers le nord. Or, il est également évoqué, dans une autre version, que c'est un magicien nommé Mithothyn qui prend le pouvoir et s'enfuit. Il désignerait alors le dieu archer.
Par ailleurs, la possibilité que Týr et Ull soient en fait originellement le même dieu a été envisagée. En effet ils n'apparaissent jamais dans le même mythe et possèdent des caractéristiques similaires ; ils sont concurrents à la souveraineté d'Odin, dieux représentants le droit ou le serment, et l'un a une flèche pour rune tandis que l'autre porte un  arc.
Autres noms de Ull : Ullur, Ullr, Uller, Ullin, Wulthuz, Ollerus.